# 鈴木善太郎
鈴木 善太郎（すずき ぜんたろう、1883年1月19日 - 1950年5月19日）は、日本の小説家、劇作家、翻訳家。雅号は秋風。

## 略歴
福島県郡山市大町生まれ。旧制安積中学校を中退、旧制海城学校に転校し卒業。早稲田大学文学部英文学科卒業。卒業後は、国民新聞、朝日新聞社の記者として活躍し、大正7年に短篇小説『幻想』を発表して作家としての地位を確立する。『文章倶楽部』にて、菊池寛や野村愛正と並んで三大新進作家に数えられた。新劇運動にも参加し、日本近代演劇界に多大な貢献をした。
大正10年欧米各国を歴訪、帰国後、松竹顧問、コロムビア文芸部顧問となる。フェレンツ・モルナールの紹介に貢献した。

## 作品
- 『幻想』（万朶書房） 1918：小説
- 「お猿の剣術」（雑誌『赤い鳥』に掲載） 1918：童話
- 「狂へる祖父」（雑誌『少年倶楽部』に掲載） 1918：童話
- 『暗示』（大同館書店） 1920
- 『迷ひ子の家鴨』（文泉堂） 1920：童話集
- 『虞美人草』1921：1921年公開の松竹映画原作
- 『山荘の人々』（京文社） 1922：小説
- 『鸚鵡』（聚芳閣） 1925：戯曲集
- 『人間』（朝日新聞社） 1926
- 『現代演劇辞典』（編、金星堂） 1926
- 『愛の劇場』（彩雲堂） 1927：評論集
- 『たんぽゝの家』（松陽堂） 1927：少年小説
- 『御殿山史』（御殿山町会） 1936
- 『紙屋橋』（野田書房） 1938：短篇小説集
- 『御殿山手記』（御殿山町会） 1940
- 『白虎隊』（梁塵社） 1942
- 『新文章法講話』（秀水社） 1948
- 『世界文学史』（大日本雄弁会講談社） 1949

## 作詞
- 「三都の春」（中山晋平作曲）
- 『銀座雀 新作小唄10編』（鈴木善太郎歌、萱間三平作曲, 中山晋平編曲、山野楽器店） 1918
- 『椰子の葉蔭 新作小唄14編』（鈴木善太郎歌、中山晋平, 萱間三平作曲, 河村目呂二装画、山野楽器店） 1920
- 「ピエロ小唄 日活映画小唄」（塩尻精八作曲、斎藤佳三装画、ビクター出版社） 1930
- 「午後の散歩」（塩尻精八 作編曲、ビクター） 1936

## 翻訳
- 『ロボツト』（カーレル・チャペック、金星堂） 1924
- 『獸物』（ユージン・オニール、金星堂） 1925
- 『近代劇全集 第37巻 米国篇』（第一書房） 1930

「楡の木蔭の慾望」(オニイル)、「銀ながし」(ケリイ)、「計算器」(ライス) 、「陪音」(ガァステンバァグ)を収録
- 『世界大文化史』1 - 2（H・G・ウェルズ、白揚社） 1941 - 1942
- 『ハムレット』（シェークスピア、新文社） 1946：小説風にしたもの

### フェレンツ・モルナール
- 『白鳥 外二篇』（フェレンク・モルナー、金星堂） 1924

「リリオム」「痴人の愛」「白鳥」を収録
- 『リリオム』（金星堂、モルナー傑作選集 第1編） 1925
- 『痴人の愛』（金星堂、モルナー傑作選集 第2編） 1925
- 『白鳥』（金星堂、モルナー傑作選集 第3編） 1925
- 『近代劇全集 第38巻 中欧篇』（第一書房） 1927

「リリオム」「汽車の中」「近衛兵」(モルナール)、「虫の生活」「マクロポウロス家の秘法」(チャペック)、「花婿」(ビロー)を収録
- 『開かれぬ手紙 戯曲集』（モルナアル、第一書房） 1928
- 『お互に愛したら 短篇集』(モルナアル、第一書房） 1929
- 『芝居は誂向き 戯曲集』(モルナアル、第一書房） 1929
- 『男の流行 戯曲集』(モルナアル、第一書房） 1930
- 『町のをんな 短篇集』(モルナアル、第一書房） 1930
- 『奥さんは嘘つき 小説集』（モルナアル、第一書房） 1931
- 『恋はすれども 戯曲集』(モルナアル、第一書房） 1932
- 『陽気な女たち フエレンツ・モルナアル戯曲集』（第一書房） 1934
- 『午後七時』（モルナール、山本書店、山本文庫） 1936
- 『笛吹く天使 長篇小説』（モルナアル、野田書房） 1938
- 『ドナウの春は淺く 長篇小説』（モルナアル、野田書房） 1938
- 『回転木馬 (原名 リリオム)』（フェレンツ・モルナール、春陽堂書店） 1956

「回転木馬」「ドナウの春は浅く」を収録
- 『白鳥』（フェレンツ・モルナール、春陽堂書店） 1956

「白鳥」「町のおんな」を収録
- 『外套』（モルナール・フェレンツ、国土社） 1965